# Linia 101 de tramvai din Ploiești
Tramvaiul 101 din Ploiești este o linie de tramvai a TCE Ploiești care începe din nordul Ploieștiului, din apropierea Spitalului Județean Prahova, de la Spitalul Județean până la Gara de Sud, capătul sudic al liniei, în apropierea Gării de Sud. Această linie urmează următorul traseu: Spitalul Județean - Strada Găgeni - Șoseaua Nordului - Bulevardul Republicii - Strada Gheorghe Doja - Strada George Coșbuc - Strada Ștefan Greuceanu - Strada Nicolae Bălcescu - Strada Ștefan cel Mare - Strada Democrației - Strada Depoului - Gara de Sud.

## Traseu și stații

### Schema traseului
|  |   |   |   | Nume Stație                     | Artera                  | Corespondențe |
|  | - | - | - | ------------------------------- | ----------------------- | ------------- |
|  | ↓ | O | ↑ | Spitalul Județean               | Strada Gageni           | 102           |
|  |   | o |   | Cramele Halewood                | Strada Gageni           | 102           |
|  |   | o |   | Complex Meșteșugăresc           | Șoseaua Nordului        | 102           |
|  |   | o |   | Complex Mic↓/XXL Mega Discount↑ | Șoseaua Nordului        | 102           |
|  |   | o |   | Restaurant Nord                 | Șoseaua Nordului        | 102           |
|  |   | o |   | 8 Martie↓/Magazin Dacia↑        | Bulevardul Republicii   |               |
|  |   | o |   | Piața Mihai Viteazul            | Strada Gheorghe Doja    |               |
|  |   | o |   | Colinii                         | Strada Gheorghe Doja    |               |
|  |   | o |   | Hale Tramvai                    | Strada George Coșbuc    |               |
|  |   | o |   | Muzeul de Istorie               | Strada Nicolae Balcescu |               |
|  |   | o |   | Covrului                        | Strada Ștefan cel Mare  |               |
|  |   | o |   | 13 Decembrie                    | Strada Democrației      |               |
|  | ↓ | O | ↑ | Gara de Sud                     | Strada Depoului         |               |